# أركيبوفكا (مقاطعة إيفانوفو)
أركيبوفكا (بالروسية: Архиповка) هي مدينة في مقاطعة إيفانوفو أوبلاست في روسيا.